# 대한민국 헌법 제126조
대한민국 헌법 제126조는 헌법 제9장의 조항이다.

## 본문
국방상 또는 국민경제상 긴절한 필요로 인하여 법률이 정하는 경우를 제외하고는, 사영기업을 국유 또는 공유로 이전하거나 그 경영을 통제 또는 관리 할 수 없다.

## 내용
사기업의 국·공유화 및 통제 등의 금지

## 주요 판례
- 자경농지의 양도소득세 면제대상자를 ‘농지소재지에 거주하는 거주자’로 제한하는 것은 외지인의 농지투기를 방지하고 조세부담을 덜어주어 농업과 농촌을 활성화하기 위한 것이므로 경자유전의 원칙에 위배되지 않는다.[1]
- 국민연금제도는 상호부조의 원리에 입각한 사회연대성에 기초하여 소득재분배의 기능을 함으로써 사회적 시장경제질서에 부합하는 제도이므로, 국민연금에 가입을 강제하는 법률조항은 헌법의 시장경제질서에 위배되지 않는다.[2]
- 헌법 제119조 제2항에 규정된 ‘경제주체간의 조화를 통한 경제민주화’의 이념은 경제영역에서 정의로운 사회질서를 형성하기 위하여 추구할 수 있는 국가목표로서 개인의 기본권을 제한하는 국가행위를 정당화하는 헌법규범이다.[3]

## 같이 보기
- 대한민국 헌법 제9장
- 강제수용
- 토지공개념

1. ↑  헌재 2003.11.27. 2003헌바2
2. ↑  헌재 2001.2.22. 99헌마365
3. ↑  헌재 2004.10.28. 99헌바91